# نوروزلو، لاچین
نوروزلو (ترکی آذربایجانی: Novruzlu) یک منطقهٔ مسکونی در جمهوری آرتساخ است که در استان کاشاتاق واقع شده‌است.